# Stafford (New Jersey)
Stafford è un comune degli Stati Uniti d'America, nella Contea di Ocean, nello Stato del New Jersey.
Il capoluogo comunale della township è il Census-designated place di Manahawkin.